# Annette Streeck-Fischer
Annette Streeck-Fischer (* 1946 in Herborn als Annette Fischer) ist eine deutsche Kinder- und Jugendpsychiaterin und -psychotherapeutin, Psychosomatikerin, Psychoanalytikerin und Hochschullehrerin.

## Leben
Streeck-Fischer schloss ihr Studium der Medizin 1972 mit der Promotion an der Universität Göttingen Zur Frage der Lebenserwartung von Patienten mit operiertem Bronchialkarzinom: Eine Untersuchung an 10 - 15 Jahre Überlebenden ab. Sie absolvierte Facharztweiterbildungen in Kinder- und Jugendpsychiatrie und -psychotherapie sowie in Psychosomatik und ließ sich bei der Deutschen Psychoanalytischen Gesellschaft zur Psychoanalytikerin ausbilden. Von 1983 bis 2013 war sie Chefärztin der Abteilung Psychiatrie und Psychotherapie von Kindern und Jugendlichen am Akademischen Lehrkrankenhaus Tiefenbrunn bei Göttingen. Von 1980 bis 1996 war sie Lehrbeauftragte an der Klinik für Kinder- und Jugendpsychiatrie und -psychotherapie der Universitätsmedizin Göttingen. 2006 folgte die Habilitation an der Universität Hamburg. Inzwischen lehrt Streeck-Fischer psychoanalytische Entwicklungstheorien, Diagnostik, Klinische Psychologie/Psychoanalyse und Psychotherapie von Kindern und Jugendlichen an der International Psychoanalytic University Berlin.
Ihre Forschungsschwerpunkte sind Therapiestudien zu Störungen des Sozialverhaltens und der Emotionen bei Jugendlichen, ADHS-Studien bei Kindern und Jugendlichen und sensomotorische und kognitive Entwicklung bei expansiven Störungen.
Von 2011 bis 2015 war sie Präsidentin der ISAPP (International Society of Adolescent Psychiatry).
Streeck-Fischer war bis zu dessen Tod mit dem Psychiater Ulrich Streeck verheiratet. Sie haben zwei Kinder, den Virologen Hendrik Streeck und die Biomedizinethikerin Nina Streeck.

## Schriften (Auswahl)
- mit Jörg M. Fegert und Harald J. Freyberger als Hrsg.: Adoleszenzpsychiatrie. Psychiatrie und Psychotherapie der Adoleszenz und des jungen Erwachsenenalters. Schattauer, Stuttgart 2009, ISBN 978-3-7945-2454-9.
- mit Jörg M. Fegert und Harald J. Freyberger als Hrsg.: Kompendium Adoleszenzpsychiatrie. Krankheitsbilder mit CME-Fragen. Schattauer, Stuttgart 2011, ISBN 978-3-7945-2828-8.
- mit Ibrahim Özkan und Ulrich Sachsse als Hrsg.: Zeit heilt nicht alle Wunden. Kompendium zur Psychotraumatologie. Göttingen, Vandenhoeck & Ruprecht 2012, ISBN 978-3-525-40186-6.
- Trauma und Entwicklung. Adoleszenz – frühe Traumatisierungen und ihre Folgen. Mit 45 Tabellen. 2., überarb. Auflage. Schattauer, Stuttgart 2014, ISBN 978-3-7945-2980-3.
- mit Carola Cropp, Ulrich Streeck und Simone Salzer: Borderline-Störungen bei Jugendlichen. Die psychoanalytisch-interaktionelle Methode (= Praxis der psychodynamischen Psychotherapie, Bd. 10). Hogrefe, Göttingen 2016, ISBN 978-3-8017-2701-7.
- Jugendliche zwischen Krise und Störung. Herausforderungen für die psychodynamische Psychotherapie. Schattauer, Stuttgart 2021, ISBN 978-3-608-40058-8.